# Sagenopteris
Sagenopteris (лат.) — род вымерших семенных папоротников из триаса и раннего мела .

## Описание
Sagenopteris имеет сложнопальчатые листья с сетчатым жилкованием.
Различные органы, приписываемые одному и тому же исходному растению, можно реконструировать по нахождению в одной и той же местности и по сходству строения устьиц и другим анатомическим особенностям.
- Sagenopteris phillipsii мог быть одним и тем же растением, что и Caytonia nathorstii и Caytonanthus arberi .[4]

## Виды
- Sagenopteris colpodes
- Sagenopteris elliptica
- Sagenopteris mclearni
- Sagenopteris nilssoniana
- Sagenopteris oregonensis
- Sagenopteris phillipsii
- Sagenopteris trapialensis[2]
- Sagenopteris variabilis
- Sagenopteris williamsii[5]

## Распространение
Триас
Аргентина, Китай, Германия, Гренландия, Италия, Япония, Киргизия, Россия, Швеция, Таджикистан, Украина, США (Вирджиния, Северная Каролина).
Юрский период
Афганистан, Антарктида, Аргентина, Азербайджан, Белоруссия, Канада (Британская Колумбия, Юкон), Китай, Колумбия (формация Вале-Альто, Калдас), Грузия, Германия, Гренландия, Индия, Иран, Италия, Япония, Казахстан, Киргизия, Мексика, Перу, Польша, Румыния, Россия, Таджикистан, Туркмения, Украина, Великобритания, США (Аляска, Монтана, Орегон, Айдахо) и Узбекистан.
Меловой период
Бельгия, Канада (Британская Колумбия и Альберта), Гренландия, Россия и США (Монтана).

## использованная литература
1. ↑  Sagenopteris Архивная копия от 29 декабря 2022 на Wayback Machine at Fossilworks.org
2. 1 2  Elgorriaga, A. (2019). Southern Hemisphere Caytoniales: vegetative and reproductive remains from the Lonco Trapial Formation (Lower Jurassic), Patagonia. Journal of Systematic Palaeontology. 17 (17): 1477–1495. doi:10.1080/14772019.2018.1535456.
3. ↑  КЕЙТО́НИЕВЫЕ : [арх. 30 декабря 2022] / Н. В. Горденко // Канцелярия конфискации — Киргизы. — М. : Большая российская энциклопедия, 2009. — С. 513. — (Большая российская энциклопедия : [в 35 т.] / гл. ред. Ю. С. Осипов ; 2004—2017, т. 13). — ISBN 978-5-85270-344-6.
4. ↑  Retallack, G.J. (1988). Reconstructions of selected seed ferns. Missouri Botanical Garden Annals. 75 (3): 1010–1057. doi:10.2307/2399379.
5. 1 2  Bell, W.A. 1956. Lower Cretaceous floras of western Canada; Geological Survey of Canada, Memoir 285, p. 80-81 and plates 31, 33, 34, and 36.